# Titularbistum Bettonium
Bettonium ist ein Titularbistum der römisch-katholischen Kirche. 
Es geht zurück auf ein früheres Bistum der antiken Stadt Bettona in der italienischen Landschaft Umbrien.
| Titularbischöfe von Bettonium |                                |                                                    |                   |               |
| Nr.                           | Name                           | Amt                                                | von               | bis           |
| 1                             | Ignatius Phakoe OMI            | emeritierter Bischof von Leribe (Lesotho)          | 18. Juni 1968     | 23. Juli 1989 |
| 2                             | Sławoj Leszek Głódź            | Militärbischof von Polen                           | 21. Januar 1991   | 7. März 1998  |
| 3                             | Alvaro Efrén Rincón Rojas CSsR | Apostolischer Vikar von Puerto Carreño (Kolumbien) | 22. Dezember 1999 |               |